# آدم باس
آدم باس (بالإنجليزية: Adam Bass)‏ هو لاعب محترف لكرة القاعدة ‏ أمريكي، ولد في 31 يوليو 1981 في كوكومو في الولايات المتحدة.

## وصلات خارجية
- آدم باس على موقع الدوري الياباني لكرة القاعدة (الإنجليزية)
- آدم باس على موقعبيزبول رفرنس.كوم (الدوري الثانوي) (الإنجليزية)
- آدم باس على موقع مشجعي الرسوم البيانية (الإنجليزية)